# Виттих, Владимир Андреевич
Влади́мир Андре́евич Ви́ттих (9 июля 1940 года, Куйбышев — 18 августа 2017 года, Самара) — советский и российский учёный, директор Института проблем управления сложными системами Российской академии наук (ИПУСС РАН), джазовый музыкант.

## Биография
В 1962 году Владимир Виттих окончил факультет автоматики и измерительной техники Куйбышевского политехнического института (теперь Самарский государственный технический университет)
С 1964 по 1969 года работал в Институте автоматики и электрометрии Сибирского отделения Академии наук СССР в Новосибирске сначала старшим лаборантом, затем младшим научным сотрудником.
Перейдя на работу в Куйбышевский авиационный институт работал старшим преподавателем и доцентом (1969—1971 гг.), заведующим кафедрой автоматизированных систем управления (1972—1987 гг.)
В 1976 году Владимиру Андреевичу присуждена учёная степень доктора технических наук и присвоено звание профессора.
В 1987 году Виттих стал директором Самарского филиала Института машиноведения РАН, которым руководил до 1996 года. С 1996 года до кончины работал директором Института проблем управления сложными системами Российской академии наук (ИПУСС РАН).
С 1999 года Владимир Андреевич Виттих — член Президиума Самарского научного центра РАН. Также он являлся заведующим кафедры инженерии знаний Поволжский государственный университет телекоммуникаций и информатики (ПГУТИ). Руководитель аспирантуры в ИПУСС РАН, кроме того являлся членом советов по защите диссертаций в СамГТУ и ПГУТИ.
Увлекался джазом, имел музыкальное образование, исполнял композиции на фортепиано, в молодости играл в джазовом оркестре.

## Научная деятельность
Специализация Владимира Виттиха — управление сложными системами. Его основные научные достижения связаны с разработкой интеллектуальных систем управления, использующих компьютерное представление и обработку знаний.
Виттих сформулировал принципы управления открытыми системами на основе интеграции знаний и разработал концепцию управления сложными организационными системами. Для решения проблемы компьютерной интеграции знаний он предложил группировать разнородные знания, характеризующие изучаемый сложный объект, в рамках единой концептуальной системы — междисциплинарной инженерной теории. Им была разработана методология построения таких теорий, что дало возможность автоматической генерации компьютерных моделей сложных объектов и систем.
Им была развита теория сжатия данных в направлении синтеза алгоритмов управления процессами сбора измерительной информации и сделан заметный вклад в разработку методологии моделирования автоматизированных систем и в решение задачи оптимизации систем сбора и обработки данных.
Занимался проблемой построения теории эволюционного управления сложными системами. Им обоснована целесообразность холистического (целостного) подхода к её разработке и предложена структура теории, включающая онтологию процессов управления, ситуационный эмпирический базис, систему ограничений, исчисление и метазнания, предназначенные для обеспечения пользователей информацией по управлению решением задач. Показана необходимость сведения перечисленных составляющих в единую развивающуюся систему знаний в рамках специальным образом организованной компьютерной среды.
Результаты его исследований используются в промышленности. Среди наиболее значимых применений следует отметить работы по созданию системы компьютерной интеграции знаний для обеспечения согласованной инженерной деятельности при проектировании и производстве автомобилей, проведённые под его руководством в рамках совместной программы АО «АВТОВАЗ» и ИПУСС РАН.
Владимир Виттих — автор 195 научных работ, подготовил 19 кандидатов наук.
Член Российского национального комитета по автоматическому управлению. Состоял в редколлегиях журналов «Artificial Intelligence in Engineering» (Оксфорд, Великобритания), «Проблемы машиностроения и надёжности машин» (РАН) и «Известия Самарского научного центра РАН». Был редактором специального выпуска журнала «Artificial Intelligence in Engineering» (№ 1, 1997 год), посвящённого работам российских учёных в области применения искусственного интеллекта в управлении и проектировании. Также В. А. Виттих был председателем оргкомитетов международных конференций «Проблемы управления и моделирования в сложных системах», которые проводились в Самаре в 1999 и 2000 годах.
Он выступал с докладами на международных конференциях по проблемам искусственного интеллекта в США, Канаде, Великобритании, Франции, Италии, Ирландии, на Всемирном конгрессе по математическому и компьютерному моделированию в Швейцарии, а также с лекциями в Королевском технологическом институте (Стокгольм, Швеция) и Открытом университете (г. Милтон-Кинс, Великобритания).

## Музыкальная деятельность
Известным увлечением Владимира Виттиха был джаз.
В детстве окончил музыкальную школу по классу пианино. После окончания ему настоятельно предлагали продолжить учёбу в музыкальном училище, но он поступил в Политехнический, где увлечение получило неожиданное продолжение.
В 1950-х годах Владимир Виттих познакомился с джазом с помощью грампластинок и радиопрограмм Уиллиса Коновера на «Голосе Америки». Он по слуху подбирал понравившиеся мелодии и пытался обрабатывать. Среди сокурсников нашлись родственные души, с которыми и был создан небольшой институтский ансамбль, который в 1958 году послужил основой для оркестра под управлением Льва Бекасова. В 1959 году Виттих одновременно становится пианистом оркестра Бориса Любимова.
В 1962 году Владимир Виттих стал одним из участников созданного в Куйбышеве Городского молодёжного клуба (ГМК-62), в составе которого вошёл в секцию эстрадно-джазовой музыки, позднее преобразованную в самостоятельный джаз-клуб «Квинт». Входил в Правление клуба.
Во время работы в Новосибирске Владимир Виттих продолжал активные занятия джазом. Он собрал ансамбль, гастролировавший и по другим городам. В 1967 году ансамбль выступал на международном джазовом фестивале в Таллине. В программе среди прочих была и собственная пьеса Виттиха «Листок из детского альбома», вошедшая на изданный фирмой «Мелодия» виниловый диск. В джазовых кругах Самары именно Владимир Виттих считается первым местным джазовым музыкантом, записанным на грампластинку.
Хотя в 1969 году Виттих вернулся в Куйбышев, его влияние на новосибирский джаз остаётся несомненным. В его ансамбле играли многие музыканты, в дальнейшем ставшие известными. Барабанщиком был Сергей Беличенко, ставший известным музыкантом и джазовым продюсером, трубачом — Игорь Широков, который был приглашён в оркестр Анатолия Кролла прямо на Таллинском фестивале, а в дальнейшем играл у Лундстрема, у Вайнштейна, у Саульского, выступал и с собственными ансамблями.
На квартире Виттиха проходили репетиции трио с участием Виттиха (рояль) Бориса Брюханова (контрабас) и Валерия Коннова (барабаны), которое участвовало в двух передачах «Домашнее музицирование» куйбышевского телевидения.
В Самаре Владимир Андреевич тоже иногда выступал на различных мероприятиях и концертах. Дважды принимал участие в джазовых фестивалях. А в 1999 году он записал на студии авторский диск, куда вошли как известные мелодии, так и композиции собственного сочинения в том числе песни на стихи Марины Цветаевой, Бориса Пастернака и Эльдара Рязанова.

## Награды
- Орден «Знак Почёта»
- Орден Дружбы (2000) — за заслуги перед государством, многолетний добросовестный труд и большой вклад в укрепление дружбы и сотрудничества между народами[4]

## Основные публикации
- Vittikh V. A. Synthesis of algorithms for data compression // Problems of Control and Information Theory. 1973. Vol. 2. № 3-4.
- Vittikh V. A. Knowledge — Based Modeling Systems for Research of Engineering Objects //Proceedings of the 6-th International Conference on the Application of Artificial Intelligence in Engineering. Oxford. UK. 1991.
- Vittikh V. A. Engineering theories as a bases for integrating deep engineering knowledge // Artificial Intelligence in Engineering. 1997. Vol. 11. № 1.
- Виттих В. А. Согласованная инженерная деятельность. Состояние, проблемы, перспективы // Проблемы машиностроения и надёжности машин. 1997. № 1.
- Vittikh V. A. Knowledge Integration as a Basis for the Control of Complex Systems // Proceedings of the 12-th International Conference on the Application of Artificial Intelligence in Engineering. Capri. Italy. 1997.
- Виттих В. А. Управление открытыми системами на основе интеграции знаний // Автометрия. 1998. № 3.
- Виттих В. А. Интеграция знаний при исследованиях сложных систем // Известия Академии наук. Теория и системы управления. 1998. № 5.
- Виттих В. А. Концепция управления открытыми организационными системами // Известия Самарского научного центра Российской Академии наук. 1999. № 1.
- Vittikh V. A. Towards creating of control theory for open organizational systems // Проблемы управления и моделирования в сложных системах: Труды II международной конференции. Самара: Самарский научный центр РАН. 2000.

- Виттих В. А. Эволюционное управление сложными системами // Известия Самарского научного центра Российской Академии наук. 2000. № 1.